# Мияхара, Сатоко
Сатоко Мияхара (яп. 宮原知子 Мияхара Сатоко, ромадзи: Satoko Miyahara; род. 26 марта 1998, Киото) — японская фигуристка, выступавшая в одиночном катании. Серебряный призёр чемпионата мира (2015), бронзовый призёр чемпионата мира (2018), чемпионка четырёх континентов (2016), серебряный призёр финала Гран-при (2015, 2016) и четырёхкратная чемпионка Японии (2015—2018).

## Карьера

### Начало
Сатоко Мияхара родилась в Киото в 1998 году. Фигурным катанием занималась с юных лет, показывала очень хорошие результаты для своего возраста. Трижды выступала на юниорских чемпионатах мира (2012), (2013) и (2014) годах. В 2013 году в сложной борьбе в национальном чемпионате Сатоко Мияхара выиграла бронзовую медаль.

### Сезон 2014—2016
В начале 2014 года была отправлена на чемпионат четырёх континентов в Тайбэй. Это было вызвано тем, что основная японская команда отправилась в Сочи. Там Сатоко сумела выиграть серебряную медаль, тот же результат Мияхара повторила и через год в Сеуле на подобном чемпионате. При этом она улучшила все свои прежние спортивные достижения. На чемпионате мира в Шанхае у девушек шла упорная борьба и Сатоко после короткой программы шла на третьем месте (было улучшено прежнее спортивное достижение). В произвольной программе Мияхара выступила на пределе своих возможностей, превзошла свои прежние достижения. Она сумела оттеснить на третье место российскую фигуристку Елену Радионову и на дебютном чемпионате сумела выиграть серебряную медаль. В середине апреля на заключительном старте сезоне на командном чемпионате мира дома Сатоко выступила удачно в обеих видах программ (в произвольной улучшила свои прежние достижения), что способствовало завоеванию бронзовой медали японской сборной.

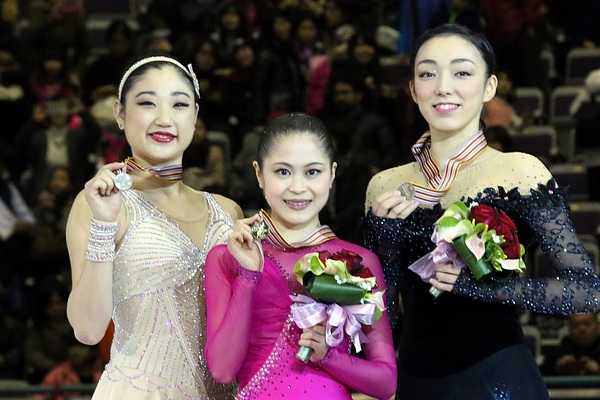
Сатоко Мияхара с призёрами чемпионата четырёх континентов 2016: Мирай Нагасу (слева) и Рика Хонго (справа)

В сентябре 2015 года она стартовала в новом сезоне в США, где выиграла турнир в Солт-Лейк-Сити. Через месяц фигуристка выступала в Милуоки (США) на серии Гран-при Skate America, на котором она заняла третье место. Намного лучше она выступила на заключительном этапе Гран-при в Нагано, где улучшила все свои прежние достижения и заняла первое место. По итогам выступлений на этапах Гран-при Мияхара вышла в финал этого турнира в Барселоне. На турнире в Испании фигуристка шла на четвёртом месте после короткой программы, но в произвольной программе улучшила свои прежние достижения в сумме и заняла второе место. В конце декабря Мияхара повторила достижения прошлого года и стала двукратной чемпионкой страны. Затем она прекрасно выступила на континентальном чемпионате на Тайване, улучшив все свои прежние достижения и выиграв золотую медаль. В начале апреля в Бостоне на мировом чемпионате японская фигуристка сумела пробиться в пятёрку лучших одиночниц мира и стала лучшей азиатской фигуристкой на чемпионате. В конце апреля, выступая в США за команду Азии на Кубке континентов, она вновь улучшила свои достижения в короткой и произвольной программах.

### Сезон 2016—2017
Новый предолимпийский японская фигуристка начала в США; в середине сентября на турнире в Солт-Лейк-Сити она завоевала золотую медаль турнира. В конце октября японская фигуристка выступала на этапе Гран-при в Миссиссоге, где на Кубке федерации Канады заняла третье место. В конце ноября она выступала на заключительном домашнем этапе Гран-при в Саппоро, где заняла второе место. Это позволило ей уверенно выйти в финал Гран-при, в Марселе. Во Франции, на самом финале, она выступила удачно и, превзойдя свои прежние достижения в сумме и короткой программе, финишировала в итоге на втором месте. На чемпионате Японии в декабре в Осаке Сатоко сумела в третий раз подряд выиграть золотую медаль. В начале февраля 2017 года фигуристка сообщила, что получила травму, из-за чего ей пришлось сняться с континентального чемпионата, азиатских игр и чемпионата мира.

### Олимпийский сезон: 2017—2018
После травмы она появилась лишь в конце года. Новый олимпийский сезон японская одиночница начала на домашнем этапе серии Гран-при, где финишировала в середине турнирной таблицы. В конце ноября фигуристка выступила на американском этапе Гран-при в Лейк-Плэсиде, где она финишировала первой. При этом были улучшены все прежние спортивные достижения. По результатам участия в Гран-при она не сумела выйти в Финал Гран-при, однако из-за травмы российской одиночнице Медведевой пришлось сняться с финала и Сатоко получила право выступить на домашнем финале. На самом Финале в Нагое спортсменка выступила не совсем удачно и заняла предпоследнее место. В конце декабря на национальном чемпионате фигуристка боролась за золото, и в упорной борьбе в очередной раз стала чемпионкой. Через месяц в Тайбэе на континентальном чемпионате она оказалась самой худшей японкой, финишировала лишь с бронзовой медалью. В начале февраля ещё до открытия Олимпийских игр в Южной Корее фигуристка начала соревнования в командном турнире. Она в Канныне финишировала в короткой программе рядом с пьедесталом. В произвольной программе уже не приняла участие. Японская сборная в итоге финишировала пятой. В конце февраля на личном турнире Олимпийских игр японская фигуристка финишировала рядом с пьедесталом. Ей удалось улучшить все все свои прежние спортивные достижения.
В марте 2018 года Сатоко выступила на чемпионате мира в Милане, где в упорной борьбе заняла третье место.

### Сезон 2018—2019

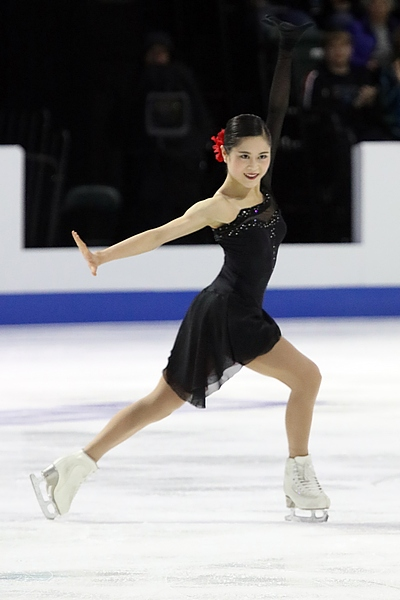
Сатоко Мияхара в произвольной программе на Skate America 2018

Послеолимпийский сезон Мияхара начала на турнире U.S. International Figure Skating Classic 2018, где с лёгкостью заняла первое место, выиграв и короткую, и произвольную программу без явных усилий.
Далее фигуристка не совсем удачно выступила на турнире Japan Open, который проходил в Осаке.
Третьим стартом сезона для Сатоко стал этап Гран При в США, который она выиграла в прошлом году. Мияхара безоговорочно взяла лидерство в короткой программе и удивительно исполнила свою произвольную программу, с присущим ей артистизмом и неподдельным мастерством. В итоге она получила свои лучшие баллы в этом сезоне и выиграла золото.
Мияхара продолжила выступления на своём втором этапе Гран-при на родном японском льду. Она абсолютно чисто исполнила свою короткую программу и получила лучшие баллы в сезоне. Однако, этого не хватило для победы. Японская фигуристка совсем немного проиграла российской одиночнице Елизавете Туктамышевой, которая исполнила аксель в три с половиной оборота. Но произвольную программу выиграла восходящая звезда японского фигурного катания Рика Кихира, исполнившая два чистых тройных акселя. Мияхара выиграла у Туктамышевой произвольную программу и заняла в итоге второе место. Этого хватило Сатоко для попадания в финал Гран-при.
В финале Гран-при 2018 у Сатоко не получилось показать своего максимума. В короткой программе она допустила грубую ошибку и не смогла исполнить каскад тройной лутц-тройной тулуп из-за неудачного приземления с первого прыжкового элемента. После короткой программы Сатоко шла лишь на шестой позиции. В произвольной программе у Мияхары вновь получилось не самое удачное выступление, вследствие чего она так и не смогла подняться выше в турнирной таблице и заняла лишь шестую позицию, хотя претендовала на самые высокие места.
В конце декабря Мияхара вновь появилась на соревнованиях. Она выступала на чемпионате Японии. После успешной короткой программы она уверенно заняла первое место, что было весьма ожидаемо после серии побед на национальных чемпионатах. Но сохранить лидерство у Сатоко не получилось. Несмотря на весьма неплохой прокат в произвольной программе, более сильные выступления соперниц не дали ей подняться на пьедестале выше третьего места.
27 декабря стало известно, что Мияхара зашла в состав сборной Японии на чемпионат мира 2019.
Следующим соревнованием для Мияхары стал турнир Bavarian Open. Несмотря на ошибки в обеих программах, она сумела занять первое место.
В короткой программе на чемпионате мира Сатоко не сумела показать чистого катания с технической точки зрения, из-за чего после первого дня соревнований она шла лишь восьмой. Но в произвольной она сумела собраться и выдала хороший прокат, что хватило для того, чтобы попасть в шестёрку лучших фигуристок планеты.

### Сезон 2019—2020
Первым стартом для Сатоко Мияхары в новом сезоне стал турнир U.S. International Figure Skating Classic 2019. Хорошие прокаты позволили ей занять первое место.
На своём первом этапе Гран При в сезоне, который проходил в Китае, Сатоко заняла второе место и проиграла лишь российской одиночнице Анне Щербаковой, исполнив обе программы чисто. Серебро на первом этапе давало ей шансы на попадание в финал Гран-при. 
На втором этапе Гран-при в России Сатоко выступила крайне неудачно и заняла только четвёртое место, что не позволило ей отобраться в Финал.
На Чемпионате Японии после короткой программы Сатоко шла на второй позиции, однако грубейшие ошибки в произвольной не дали ей подняться на пьедестал. 
Последним появлением на соревнованиях в этом сезоне для Мияхары стал турнир Bavarian Open, где она вновь одержала победу.
Чемпионат мира 2020 был отменен из-за пандемии коронавируса.

### Сезон 2020—2021
Первым стартом нового сезона для Сатоко стал национальный чемпионат. Несмотря на не самые лучшие выступления по ходу соревнований, Мияхара финишировала третьей, тем самым, подтвердив свое участие в чемпионате мира. 
В декабре Мияхара получила травму правой ступни, из-за которой она долго не выходила на лёд.
На чемпионате мира в короткой программе Мияхара допустила падение с тройного лутца, а к тройном риттбергеру смогла добавить только одинарный тулуп. После короткой программы Сатоко шла на шестнадцатом месте. В произвольной программе Мияхара допустила много технических ошибок и заняла в итоге только 19-е место.

### Сезон 2021—2022
Начала свой новый олимпийский сезон Мияхара на японском турнире Japan Open 2021. В произвольной программе Мияхара пошла на тройной аксель, но допустила падение.
Далее она выступила на турнире Skate America 2021 и заняла в итоге седьмое место.
Следующим этапом Гран-при для Сатоко стал Gran Premio d'Italia 2021, на котором ей удалось улучшить свои баллы. В итоге она заняла пятое место. «Были некоторые проблемы с некоторыми вещами, но, по крайней мере, я сегодня выполнила все прыжки. Я думаю, что это довольно большой шаг по сравнению с прошлыми двумя сезонами, и я думаю, что я лучше контролировала себя», — заявила фигуристка.
На отборочном чемпионате Японии 2022 Мияхара заняла только пятую позицию. 
26 декабря стало известно, что Мияхара заявлена на чемпионат четырёх континентов 2022, однако чуть позже она снялась с турнира.
26 марта 2022 года объявила о завершении спортивной карьеры.

## Личная жизнь
Сатоко Мияхара родилась в Киото в 1998 году. Фигурным катанием занимается с юных лет, показывала очень хорошие результаты для своего возраста. В 4 года девочка переехала с родителями в Техас, куда их пригласили на практику в местный университет.                                                
В юности отец Сатоко увлекался регби, а мать занималась стрельбой из лука, однако в дальнейшем работали врачами. 
Своими хобби Сатоко называет чтение, рисование, кулинарию, прогулки.

## Спортивные достижения
| Соревнования                                              | 10/11         | 11/12         | 12/13         | 13/14         | 14/15         | 15/16         | 16/17         | 17/18         | 18/19         | 19/20         | 20/21         | 21/22         |
| Международные                                             | Международные | Международные | Международные | Международные | Международные | Международные | Международные | Международные | Международные | Международные | Международные | Международные |
| --------------------------------------------------------- | ------------- | ------------- | ------------- | ------------- | ------------- | ------------- | ------------- | ------------- | ------------- | ------------- | ------------- | ------------- |
| Олимпийские игры                                          |               |               |               |               |               |               |               | 4             |               |               |               |               |
| Чемпионаты мира                                           |               |               |               |               | 2             | 5             | WD            | 3             | 6             |               | 19            |               |
| Чемпионаты четырёх континентов                            |               |               |               | 2             | 2             | 1             | WD            | 3             |               |               |               | WD            |
| Финалы Гран-при                                           |               |               |               |               |               | 2             | 2             | 5             | 6             |               |               |               |
| Этапы Гран-при: Cup of China                              |               |               |               |               |               |               |               |               |               | 2             |               |               |
| Этапы Гран-при: NHK Trophy                                |               |               |               | 5             | 3             | 1             | 2             | 5             | 2             |               |               |               |
| Этапы Гран-при. Rostelecom Cup                            |               |               |               | 5             |               |               |               |               |               | 4             |               |               |
| Этапы Гран-при. Skate America                             |               |               |               |               |               | 3             |               | 1             | 1             |               |               | 7             |
| Этапы Гран-при. Skate Canada                              |               |               |               |               | 3             |               | 3             |               |               |               |               |               |
| Этапы Гран-при. Италия                                    |               |               |               |               |               |               |               |               |               |               |               | 5             |
| Челленджеры. Lombardia Trophy                             |               |               |               |               | 1             |               |               |               |               |               |               |               |
| Челленджеры. U.S. Classic                                 |               |               |               |               |               | 1             | 1             |               | 1             | 1             |               |               |
| Asian Open                                                |               |               |               | 1             |               |               |               |               |               |               |               |               |
| Bavarian Open                                             |               |               |               |               |               |               |               |               | 1             | 1             |               |               |
| Gardena Trophy                                            |               |               |               | 1             |               |               |               |               |               |               |               |               |
| Международные командные                                   |               |               |               |               |               |               |               |               |               |               |               |               |
| Олимпийские игры                                          |               |               |               |               |               |               |               | 5             |               |               |               |               |
| Командные чемпионаты мира                                 |               |               |               |               | 3             |               |               |               |               |               |               |               |
| Japan Open                                                |               |               |               |               | 3             | 1             | 1             |               | 1             | 2             |               | 1             |
| Team Challenge Cup                                        |               |               |               |               |               | 3             |               |               |               |               |               |               |
| Национальные                                              |               |               |               |               |               |               |               |               |               |               |               |               |
| Чемпионаты Японии                                         |               | 6             | 3             | 4             | 1             | 1             | 1             | 1             | 3             | 4             | 3             | 5             |
| Первенство Японии среди юниоров                           | 4             | 4             | 1             | 1             |               |               |               |               |               |               |               |               |
| Международные среди юниоров                               |               |               |               |               |               |               |               |               |               |               |               |               |
| Чемпионаты мира среди юниоров                             |               | 4             | 7             | 4             |               |               |               |               |               |               |               |               |
| Финалы юниорского Гран-при                                |               |               | 5             |               |               |               |               |               |               |               |               |               |
| Этапы юниорского Гран-при: Италия                         |               | 5             |               |               |               |               |               |               |               |               |               |               |
| Этапы юниорского Гран-при: Польша                         |               | 2             |               |               |               |               |               |               |               |               |               |               |
| Этапы юниорского Гран-при: Турция                         |               |               | 3             |               |               |               |               |               |               |               |               |               |
| Этапы юниорского Гран-при: США                            |               |               | 1             |               |               |               |               |               |               |               |               |               |
| Asian Trophy                                              | 1 м.          |               | 1             | 1             |               |               |               |               |               |               |               |               |
| м. — фигуристка выступала по младшему юниорскому разряду. |               |               |               |               |               |               |               |               |               |               |               |               |